# Lothar Elbogen

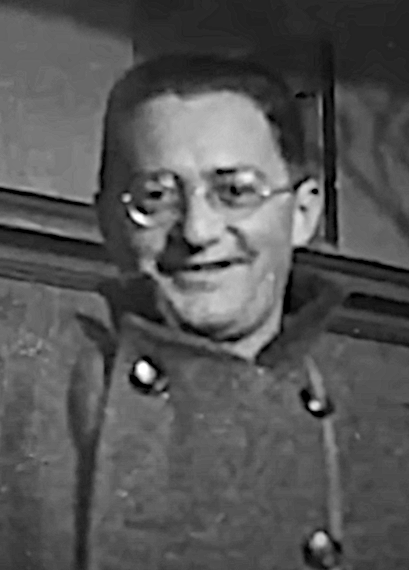
Lothar Elbogen 1931

Lothar Stefan Elbogen (geboren am 19. Juni 1900 in Hinterbrühl bei Mödling, Niederösterreich; gestorben am 12. Oktober 1941 im Konzentrationslager Zasavica bei Šabac, Serbien, Jugoslawien) war ein österreichischer jüdischer Industrieller, der größte Talkumproduzent und -großhändler Österreichs als Besitzer der Talkumbergbau- und Großhandelsfirma Eduard Elbogen Nachfolger und Tochterfirmen.
Zu Propagandazwecken und der Diffamierung jüdischer Unternehmen, benutzten die Lungauer Gewerbetreibenden (ab 1937) für ihn die Bezeichnung österreichischer Federweißkönig.

## Leben
Lothar Elbogen wurde als Sohn der Talkum-Industriellen Eduard und Jenny (Jenni) Melanie Elbogen, geborene Kadelburg (* 23. Oktober 1864 in Budapest; † 23. September 1942 im Vernichtungslager Treblinka), in Hinterbrühl geboren. Er hatte drei Geschwister: Lilli Agathe Elbogen (* 30. Oktober 1891; † unbekannt), Auguste Klarmann und Edgar Dagobert Elbogen (* 6. März 1899; † 1953).
Am 11. Dezember 1924 erlangte Lothar an der Rechtswissenschaftlichen Fakultät der Universität Wien den Doktor der Rechte und wohnte zu dieser Zeit in Wien 3, Neulinggasse.

### Die Verfolgung und Arisierung
Nach dem Tod seines Vaters Eduard 1931 wurde Lothar Elbogen Alleininhaber und sein Cousin Franz Elbogen Mitaktionär der Talkumbergbau- und Großhandelsfirma Eduard Elbogen Nachfolger. Ihr Unternehmen war auch im internationalen Handel vernetz, z. B. hatten sie die Alleinverkaufsrechte für italienisches Talkum, als Kommanditär der Talkumgewerkschaft Degiorgis & Elleon in Pinerolo, in die USA und für Englisch Clay (Kaolin) aus dam bedeutendsten englischen China-Clay Werk bei St Austell in der Grafschaft Cornwall.
Nach ”Anschluss Österreichs“ an das Deutsche Reich setzte die sofortige Judenverfolgung ein und Lothar Elbogen verhafteten die Nazis im Sommer 1938. Als Haftgrund wurden Widerstand gegen die Staatsgewalt (§ 81 StG wegen Verbrechens der öffentlichen Gewalttätigkeit gegen Amtspersonen) und Devisenvergehen genannt und Lothar am 1. September 1938 zu drei Monaten verschärften schweren Kerker verurteilt. Lothar Elbogen wurde im Polizeigefangenenhaus Wien 9., Rossauer Lände gefangen gehalten, wo er auch durch das Devisenfahndungsamt verhört wurde. Seine weitere unrechtmäßige Inhaftierung erfolgte in der Justizanstalt Wien-Mittersteig (Kerker Str. B. G. Margarethen) im Wiener Gemeindebezirk Margareten. Am 20. Dezember 1938 aberkannte ihm die Universität Wien den Doktorgrad formal aus strafrechtlichen Gründen, da er die antisemitisch geprägte Enteignung seiner Firma und Besitzungen nicht ohne weiteres hinnehmen wollte. Bis zu diesem Zeitpunkt beschäftigte Lothar Elbogen ca. 169 Mitarbeiter in seinem Unternehmen.
Das Unternehmen Eduard Elbogen Nachfolger, das als größtes Talkumproduzent und Talkumhändler Österreichs Millionenumsätze erzielte und als Lothar Elbogens Lebenswerk galt, wurde 1939 de facto entschädigungslos arisiert. Zu Beginn der Arisierung wurde als erster kommissarischer Verwalter der Firma Ernst Steinfellner, vom 11. Mai bis 30. August 1938, eingesetzt. Der nächste kommissarische Verwalter des Werks war SA-Sturmführer Egon Iby, der Ende März 1939 abberufen wurde. Als seinen Nachfolger setzte man Edwin Hauser (* 1901 in Wien) ein, der Lothar Elbogen, bei mehrfachen Verhören, in der Haft immer wieder antisemitisch beleidigte.
Da Lothar Elbogen nach Begleichung der Reichsfluchtsteuer sowieso nicht über seine Vermögenswerte verfügen durfte, stellte er zu einem am 27. September 1938 überlassenen Vertragsentwurf mit Herzog Ernst August von Braunschweig-Lüneburg fest, dass er „buchstäblich ein Bettler“ wäre, sobald er das Land verlassen hätte. Der Vermögensverwalter des Herzogs war Paul Knoke. Lothar hatte sich vertraglich verpflichten müssen, seinem Anwalt Otto Loeb „beglaubigte, unwiderruflich Vollmachten zu erteilen, durch welche dieser ermächtigt wird, ohne weiteres Wissen und Einvernehmen des Verkäufers für diesen sämtliche zur Durchführung dieses Vertrages erforderlichen und nützlichen Erklärungen abzugeben und Urkunden zu zeichnen.“ Der Leiter der Österreichischen Kontrollbank, Walther Kastner, hielt aufgrund dieses Passus eine Aufhebung des „Devisensicherungsgewahrsams“ von Lothar Elbogen für angebracht. Nicht jedoch die um die Erfüllung des Vertrages bangenden „Ariseure“. Diese Angelegenheit sollte aber binnen weniger Tage geklärt sein. Helmut Foltinek, der zu dieser Zeit im „landschaftlich einzigartig schönen“ Urlaubsdomizil Hintersee bei Berchtesgaden weilende zuständige Bearbeiter der Kontrollbank, empfahl, in dieser Sache doch „Exz. Dr. Knoke“, den Generalbevollmächtigten des Herzogs, zu konsultieren und der Devisenstelle mitzuteilen, dass sie vom endgültigen Besitzer der Fa. Auskunft erhält. Der Herzog bzw. sein Bevollmächtigter Knoke, über die Notwendigkeit der Haftverlängerung für Elbogen befragt, ließ durch seinen Vertrauensmann Ing. Herbert Uebersberger (* 1908) kurz darauf mitteilen, dass eine Ausreise von Lothar und Franz Elbogen vor vertraglicher Sicherungen unerwünscht sei.
Lothars Verlobte und spätere Erbin Grete Klug, deren Eltern das Café Herrenhof betrieben, und Franz Elbogen durften ausreisen.
Am 16. Juni 1939 gab Lothar Elbogen seinen aussichtslos gewordenen Widerstand auf und der erpresste Verkauf seiner Fa. Eduard Elbogen für 300.000 Reichsmark wurde durch die Österreichische Kontrollbank abgewickelt. Nach dem Krieg wurde der Wert der Firma Eduard Elbogen Nachfolger gutachterlich auf 1 Mio. Österreichische Schilling veranschlagt.
Im Juli des gleichen Jahres flehte seine Mutter den Herzog an, ihn freizulassen, doch der Brief blieb ungehört.

„‚Mein Sohn, Dr. Lothar Elbogen, dessen Firma Sie, Königliche Hoheit, arisieren, befindet sich nun seit einem Jahr in Haft‘, schreibt Melanie Elbogen am 4. Juli 1939 an Herzog Ernst August, den Chef des Welfenhauses. ‚Ich bitte Sie, flehntlichst, Königliche Hoheit, geben Sie mir mein Kind wieder.‘“

Lothar Elbogen wurde erst freigelassen, als ihm auch seine beim Reichswirtschaftsministerium durch die Verordnung über die Anmeldung des Vermögens von Juden (vom 26. April 1938) bekannten Auslandsguthaben abgepresst worden waren. Mittellos geworden, konnte Elbogen nach seiner Freilassung, die vom Finanzamt von Juden für die Ausreise geforderten Vermögensabgaben, in seinem Falle im Gesamtwert vom 600.000,– Reichsmark, an Judenvermögensabgabe und Reichsfluchtsteuer nicht mehr aufbringen und war noch in der Haft mit einer Passverweigerung vom Reichswirtschaftsministerium belegt worden. Als Grund für die Verweigerung gab die Behörde an, dass er bei vorzeitigen Freilassung und Ausreise, Ernst August von Lüneburg und Braunschweig schaden zufügen könnte, in dem er im Ausland über die Umstände des Verkaufs seiner Firma an den Herzog, sprechen würde.
Um Unterstützung für seine Mutter Melanie bemüht, die in Wien geblieben war, brachte er eine Klage, auf Unterhaltszahlung (Alimentation), gegen sich selbst ein. Es war sein erfolgloser Versuch ein Teil des Verkaufserlöses der Firma für seine Mutter zu sichern. Selbst ein Gesuch auf Unterstützung, an die neue Führung der Firma Elbogen, blieb ungehört. Melanie Elbogen auch zwangsweise mittellos geworden, musste vom Verkauf ihrer Möbel leben.

## Vermögensanmeldung bei der Auswanderungs-Hilfsaktion Gildemeester

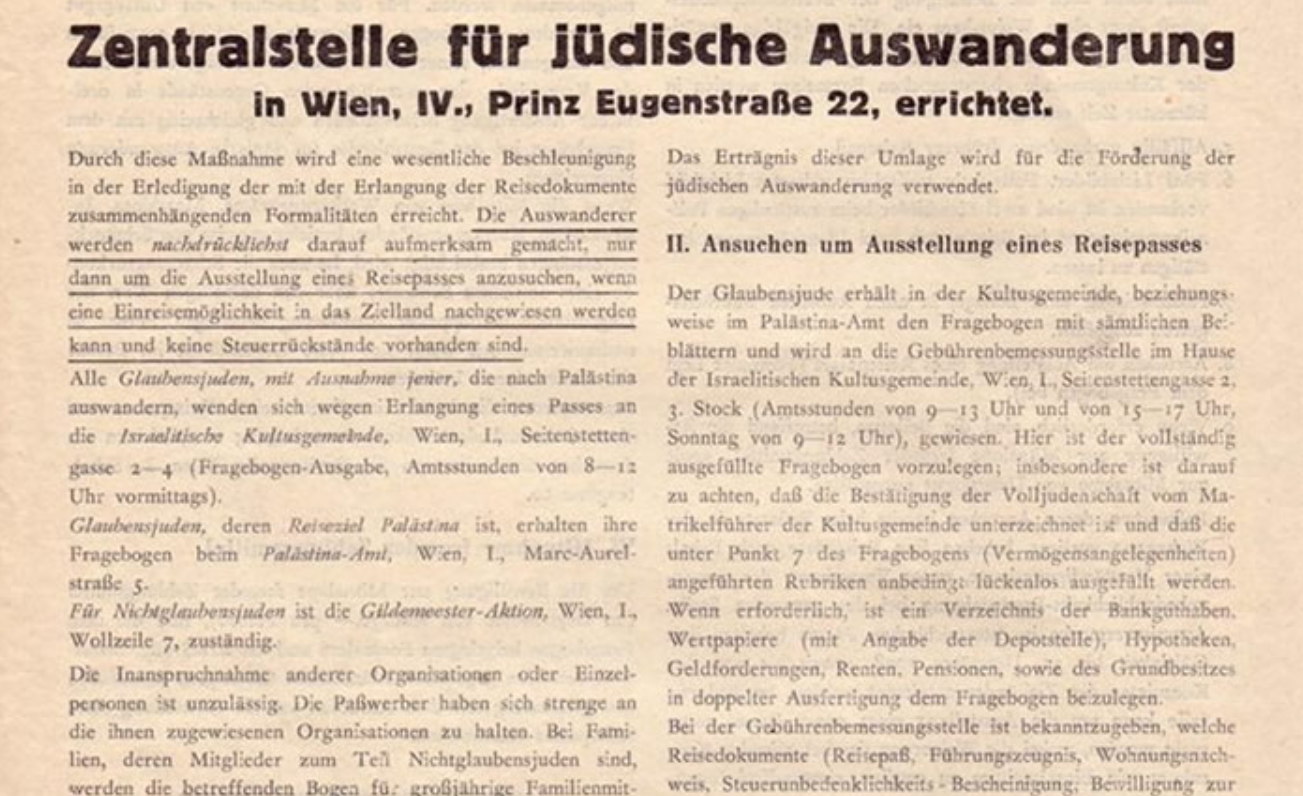
Zeitungsausschnitt Zentralstelle für jüdische Auswanderung in Wien

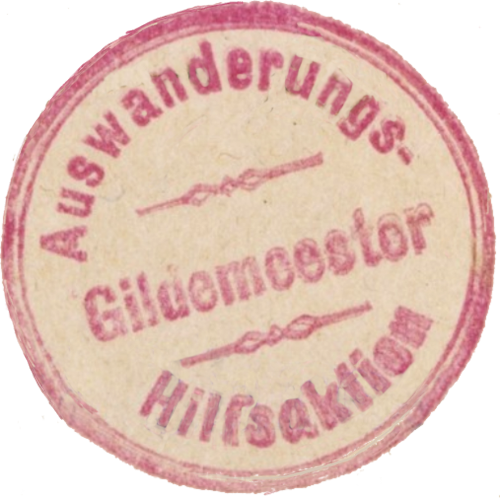
Stempel der Auswanderungs-Hilfsaktion Gildemeester (Bildausschnitt)

Vermögensanmeldung Elbogen Lothar Gesamt 1,163.102,60 RM, davon Betriebsvermögen 893.758,32 RM
Aus der Akte Treuhandvermögen der Aktion Gildemeester für Ausreisewillige Juden
- Wiener Treuhandfälle, Elbogen Lothar in Reichsmark (RM)

| Wertpapiere                              | 0441.140,66  |
| Sonstige Werte                           | 0740.693,50  |
| Verbindlichkeiten                        | 0731.641,78  |
| Gesamtwert (inklusive Verbindlichkeiten) | 0450.192,38  |
| Gesamtwert (exklusive Verbindlichkeiten) | 1.181.843,16 |

Als Wertpapierbesitzer hielt er Depots (Depot beim Bankhaus Bary, Amsterdam) in einer Größenordnung von über 400.000,– Reichsmark und weiteren nicht bezifferten Wertpapieren in Auslandswährungen.

## Kommissarische Verwalter ab 11. Mai 1938
Kommissarische Verwalter der Vermögensverkehrsstelle, ab Beginn der Arisierung von Firma Eduard Elbogen, Bergwerksunternehmen u. Talkumgroßhandel Elbogen Lothar
- Steinfellner Ernst (11. Mai – 30. August 1938), DAF-Zentrale Beginn der Arisierung
- Iby Egon (August 1938– 18. März 1939), SA-Sturmführer
- Hauser Edwin, Bankbeamter, Taxichauffeur, Wehrmachtstab Tarnów (ab 1940)[25]

## Die Flucht
Im Spätherbst des Jahres 1939 gelang ihm ohne Papiere, die Flucht in das noch freie Jugoslawien und am 20. November 1939 erklärte man sein Restvermögen als verfallen. Beim Einmarsch der Wehrmacht am 6. April 1941 geriet Lothar Elbogen dort erneut in Gefangenschaft und wurden im Konzentrationslager Zasavica auf Befehl des österreichischen Wehrmachtsgenerals Franz Böhme, während der Kladovo-Transport-Selektierungen, von Wehrmachtssoldaten am 12. Oktober 1941 ermordet.
Am 18. Oktober 1941 wurde Lothar Elbogen im Deutschen Reich die Staatsbürgerschaft aberkannt, mit einer Anzeige im Preußischen Staatsanzeiger Nr. 244.
Im Juli 1941 nennt die Österreichische „Kontrollbank für Industrie und Handel“ noch 96 weitere durchgeführte Arisierungsfälle.

“Bis 1945 wurden nur in Österreich von der Kontrollbank und der Vermögensverkehrsstelle 6 Milliarden Schilling an Kaufpreisen und 1.5 Milliarden an Arisierungsauflagen eingenommen. Zusätzlich 264 Millionen aus der Liquidierung zahlreicher Firmen. Dieses Geld wurde auf Sperrkonten auf die nur die Vermögensverkehrsstelle Zugriff hatte überwiesen. Die jüdischen Bankguthaben wurden später dann durch hohe Vermögenssteuern und Vermögensabgaben gestohlen.”

Im Jahr 1941 konnte sich Herzog Ernst August zu Braunschweig und Lüneburg gegenüber seinen Mitbewerbern durchsetzen und wurde neuer Eigentümer. Die bisherigen Besitzanteile der Brüder Ludwig und Franz Hintz wurden 1948 auf Christian Hintz übertragen. Herbert Uebersberger erwarb auch die Firmen Gebrüder Wiedenhofer in Anger (Steiermark), Ranacher-Talkum-Werke, Federweiss-Werke und Greinitzer A.G., vereinte sie zur Firma Deutsche Talkumindustrie und wurde zum Alleinprokuristen, Geschäftsführer und Betriebsführer der Werke ernannt.
1953 befand sich der Gesamtbesitz im Eigentum der Österreichischen Talkumindustrie Ernst August Herzog zu Braunschweig und Lüneburg. Im Jahr 1959 erwarb die Firma Naintsch - Kiwisch und Co. aus Graz das Unternehmen der Österreichischen Talkumindustrie und somit auch den Besitz bei Fusch. Im Jahr 1978 wurde der Firmenbesitz an privat veräußert und somit das Interesse an dem Standort aufgegeben.

## Die Restituierung und der Doktortitel
Im Jahr 1950 wurde das Unternehmen an die Erben Elbogens durch Gerichtsbeschluss restituiert. Der Beschluss verpflichtete Ernst August von Braunschweig-Lüneburg zur Entschädigungen, den Elbogen-Erben mehr als die Hälfte des Unternehmens zu überlassen und sie rückwirkend an den Unternehmensgewinnen zu beteiligen.
Erst 17 Jahre nach der Aberkennung des Doktortitels wurde von der Universität Wien festgestellt, dass Lothar Elbogen „vermutlich wiederverleihungswürdig [sei], doch müßte ein besonderer Antrag gestellt werden“ (sein Tod 1941 war der Universität damals nicht bekannt) und sein Doktorgrad im Mai 1955 vorerst noch nicht wieder verliehen. In der 8. Akademischen Senatssitzung vom 30. Juni 1955 wurde durch Initiative von Dekan Professor Roland Graßberger die posthume Wiederverleihung beschlossen, der Doktorgrad am 4. Juli 1955 wieder zuerkannt und die damalige Aberkennung für nichtig erklärt.
Im Jahr 1956 werden als Gesellschafter der Firma genannt: Prinz Ernst August d. J., Nordstemmen, Grete Rappaport, London; Dr. Edgar Elbogen, Zürich.
Der Arisierungsfall Firma Eduard Elbogen war nach 1945 Gegenstand mehrerer Strafverfahren, wobei Lothars einstiger Rechtsanwalt Otto Loeb Verteidiger von SA-Obersturmbannführer Herbert Ueberberg war. Herbert Uebersberger wurde im März 1947 zu einem Jahr schweren Kerker und Vermögensverfall verurteilt und Edwin Hauser im September 1950 mangels Beweisen freigesprochen.

## Damalige Bergbaubesitzungen der Firma (Auswahl)

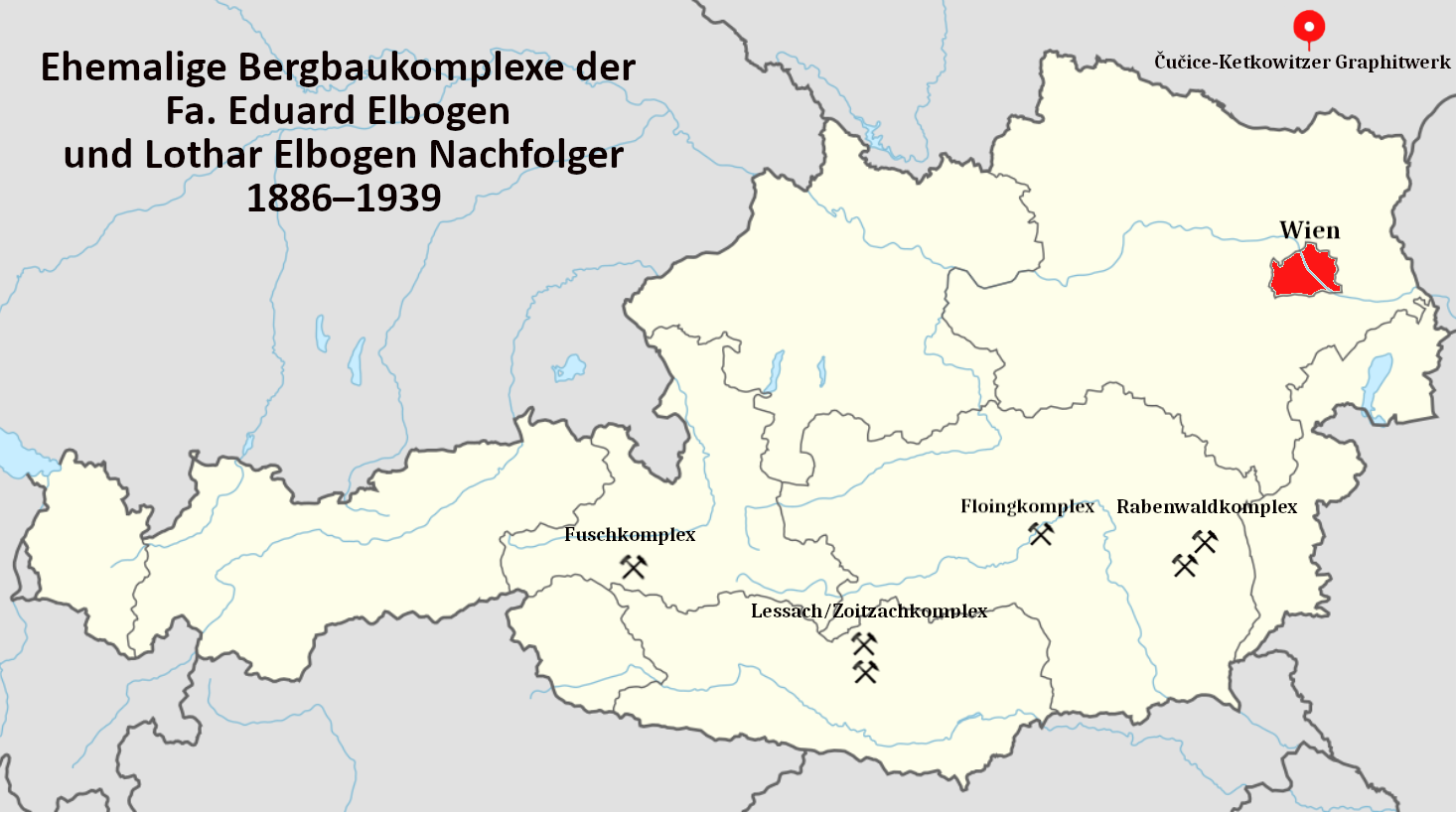
Karte der ehemaligen Bergbaukomplexe

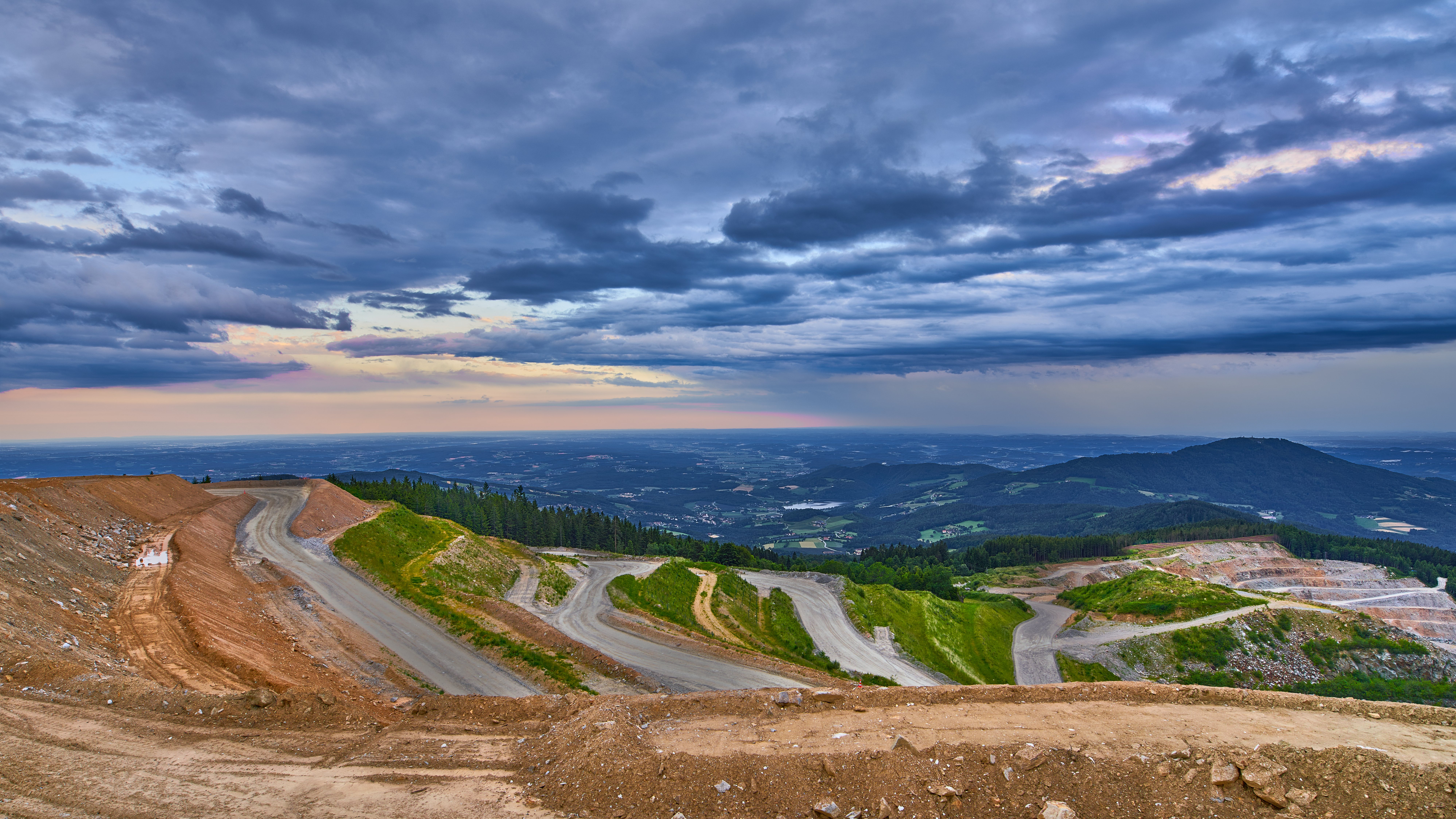
Damaliger Besitz, Fam. Rothschild 1880 (Fa. Imerys), Fa. Eduard Elbogen, Fa. Naintsch am Rabenwaldkogel

- Jocherl-Grube in Floing, in der Bezirkshauptmannschaft Weiz
- Hummelbauer-Grube auch am Rabenwald (Rabenwaldkogel)
- Mittermühle in Oberfeistritz zum Mahlen des Talks
- Krughof- und Tafelmeistergrube, mit dem Eduard Stollen im oststeirischen Grubenkomplex Krughofkogel[34]
- Talkumneuaufschluss auf dem Blaslgrund
- Pachtbergwerk Ortbauer-Grube (Lage→)
- Talkmühle in Unterfeistritz (Gemeinde Floing)[35]
- Schürf- und Pachtrechte in Lessach und Zoitzach bei Tamsweg und in Fusch an der Großglocknerstraße bei Zell am See[36]

### Ehemalige Förder- und Produktionslinien (Auswahl)
- Talk
- Kaolin (Porzellanerde)[37]
- Alabaster (Gips)
- Feldspat
- Fluorit (Flussspath)
- Quarz
- Baryt (Schwerspath)
- Asbest[38]
- Erdfarben in allen Nuancen[39]
- Grafit und Grafittabletten aus seinem Čučice-Ketkowitzer Graphitwerk[40]
- Putzkalk[41]